# Дев'ять ідеальних незнайомців (серіал)
«Дев'ять ідеальних незнайомців» (англ. Nine Perfect Strangers — дослівно: Дев'ять зовсім незнайомих людей / Дев'ять цілковитих незнайомців) — американський художній телесеріал за однойменним романом Ліян Моріарті з Ніколь Кідман у одній з головних ролей. Його прем'єрний показ розпочався 18 серпня 2021 року.

## Сюжет
Дія відбувається в елітному пансіонаті в глухому куточку Австралії, куди приїжджають дев'ять осіб: сім'я Марконі, письменниця Френсіс (Мелісса Маккарті), подружжя Бен і Джессіка (Самара Вівінг), адвокат Ларс (Люк Еванс), розведена домогосподарка Кармел (Реджина Холл), пенсіонер Тоні (Боббі Каннавале). Власниця пансіонату Маша (Ніколь Кідман), обіцяє зцілення тіла і душі. Кожен з гостей хоче забути своє похмуре минуле, але вийде це не у всіх.

## У ролях
- Ніколь Кідман — Маша
- Мелісса Маккарті — Френсіс
- Люк Еванс — Ларс
- Майкл Шеннон — Наполеон Марконі
- Самара Вівінг — Джессіка
- Мелвін Грегг — Бен
- Ашер Кедді — Хізер
- Грейс Ван Паттен — Зої Марконі
- Менні Хасінто — Яо
- Тіффані Бун — Делайл
- Реджина Холл — Кармел
- Боббі Каннавале — Тоні

## Виробництво і прем'єра
Про початок роботи над екранізацією роману Ліани Моріарті «Дев'ять ідеальних незнайомців» повідомили 1 травня 2019 року. Серіал знімався для стрімінгового сервісу Hulu. Знімання відбувалося в Австралії й було завершене 21 грудня 2020 року. Перший трейлер серіалу показали 25 квітня 2021 року на ABC.
Поза США і Китаєм серіал буде показаний на Amazon Prime Video. Прем'єра відбулася на Hulu 18 серпня 2021 року з подальшим виходом однієї серії на тиждень.

## Реакція
Критики відзначають досить мляву детективну складову сюжету і непереконливу гру Ніколь Кідман (її персонаж — Маша). Переваги серіалу — акторські роботи Майкла Шеннона, Люка Еванса і Самари Вівінг про зворушливі стосунки, які поступово виникають між героями. Рецензент «Комсомольської правди» схарактеризував «Дев'ять зовсім незнайомих людей» як «досить акуратну екранізацію непоганого, але не сказати, щоб грандіозного роману».